# Granges-sur-Baume
Granges-sur-Baume – miejscowość i dawna gmina we Francji, w regionie Burgundia-Franche-Comté, w departamencie Jura. W 2013 roku jej populacja wynosiła 127 mieszkańców. 
W dniu 1 stycznia 2016 roku z połączenia trzech ówczesnych gmin – Crançot, Granges-sur-Baume oraz Mirebel – utworzono nową gminę Hauteroche. Siedzibą gminy została miejscowość Crançot. 